# Aper-el
Aper-el, également nommé Aperia, est un vizir d'Amenhotep III puis d'Akhenaton (XVIIIe dynastie).

## Carrière
Aper-el est un enfant du Kep. Il a donc été élevé à la cour en noble compagnie, recevant la meilleure éducation du pays et y côtoyant les princes du royaume et les fils de rois vassaux de pharaon. 
Ainsi prédestiné par son enfance il gravit les échelons de l'administration. Comme nombre des personnalités non princières qui bénéficièrent de cette éducation de choix, Aper-el devient un militaire, un des titres qu'il portait étant celui de chef des chevaux, c'est-à-dire général de la charrerie, corps d'élite de l'armée égyptienne. Il transmet cette fonction à l'un de ses fils.
Il porte également de nombreux titres honorifiques ainsi que d'autres désignant des fonctions réelles comme celui de messager du Roi, sorte d'ambassadeur chargé de porter dans toutes les régions les décisions royales. Il apparaît alors comme un confident du roi et porte également le titre prestigieux de père divin.
Il est également qualifié de nourricier des enfants royaux, titre qui s'apparente à celui de précepteur des princes et princesses de la cour.
Lorsqu'Amenhotep III fait construire un temple dédié à Aton, le disque solaire divinisé, à Héliopolis, il nomme Aper-el, qui était vizir de Basse-Égypte, grand prêtre du nouveau temple tandis que Ramosé, qui était vizir de Haute-Égypte, devient « intendant de la résidence d'Aton ».
Aper-el épouse une noble dame nommée Taouret avec laquelle il a plusieurs enfants dont un certain Houy qui sera enterré avec ses parents dans leur tombe de Saqqarah.

## Sépulture
Sa sépulture a été retrouvée récemment à Saqqarah dans la falaise dite du Bubasteion par Alain-Pierre Zivie, pour le compte de la Mission Archéologique Française du Bubasteion.
Il s'agit d'un tombe familiale creusée dans le flanc de la falaise qui domine le site. Un escalier s'enfonce vers une première chambre dont le plafond est soutenu par quatre piliers réservés dans la masse rocheuse, retaillés et décorés. Les murs étaient couverts de fresques dont une partie a échappé au temps. La paroi du fond au nord contenait trois niches abritant les stèles fausses portes de la tombe.
De cette pièce une descenderie mène à un couloir qui aboutit à un réseau de sept chambres. Six sont alignées en dent de peigne autour d'un corridor central dont la voûte est soutenue par deux piliers. Dans l'axe de cette antichambre se trouve une septième chambre. Immédiatement à droite la chambre voisine est occupée par un puits donnant accès à un caveau constitué de deux pièces reliées entre elles par un couloir.
La fouille de la tombe a livré un grand nombre de vestiges des viatiques funéraires d'Aper-el et de sa famille qui y avait été inhumée avant ou après le vizir.